# Мурунтау (родовище золота)
Мурунтау — найбільше в Євразії родовище золота. Розташоване в Узбекистані, в Центральному Кизилкумі.

## Історія
Мурунтау розробляється з 1967 року. Навоїйським гірничометалургійним комбінатом (в кінці ХХ ст. концерн «Кизилкумредметзолото»). Видобуток золота концерном в 1998 становив 55 т/рік.

## Характеристика
Запаси руди в гірському відведенні підприємства Мурунтау оцінюються в 600 млн т із вмістом золота приблизно 2 г/т і достатні для його експлуатації до 2032 року. Запаси складованих бідних руд становлять 220 млн т із середнім вмістом золота 1,4 г/т. 
Рудні тіла приурочені до вуглистої серії нижньопалеозойських метаосадових порід на перетині регіональних зон розлому Санґрунтау-Тамдитау і Мурунтау-Даугизтау. Рудні тіла представляють мережу кварцових жил і прожилків, прорізаних потужними, крутими, порівняно більш витриманими тілами, відомими як «центральні жили». Загалом протяжність жильної системи близько 20 км і пов'язана з рядом дрібніших рудних тіл. Золото в самородній формі знаходиться переважно в штокверкових жилах нарівні з піритом, арсенопіритом, халькопіритом і місцями шеєлітом, сфалеритом, ґаленітом, мінералами бісмуту і сульфосолями срібла. Вміст сульфідів в жильному матеріалі менше 1,5%.
Група золоторудних родовищ має запаси в гірському відведенні — 2130 т золота. Крім того, золотоносні структури до глибини 1500 м за оцінкою експертів можуть утримувати ще 1 830 т золота.

## Розробка
Розробку провадить гігантський кар'єр Мурунтау, глибина якого вже досягнула 650 метрів.